# Distretti delle Seychelles
I distretti delle Seychelles sono la suddivisione territoriale di primo livello del Paese e sono pari a 26.
Essi sono ricompresi tra:
- Mahé, a sua volta suddivisa nelle regioni di Greater Victoria o Mahé Centrale, Mahé Meridionale, Occidentale, Orientale e Settentrionale;
- le Isole Interne, tra cui Praslin e La Digue;
- le Isole Esterne.

## Lista
| Localizzazione | Distretto                           | Regione o isola         | Popolazione (2010) | Superficie (km2) |
| -------------- | ----------------------------------- | ----------------------- | ------------------ | ---------------- |
|                | Anse-aux-Pins                       | Mahé Orientale          | 3 850              | 3                |
|                | Anse Boileau                        | Mahé Occidentale        | 4 011              | 12               |
|                | Anse Etoile                         | Mahé Settentrionale     | 4 717              | 6                |
|                | Anse Royale                         | Mahé Meridionale        | 4 168              | 7                |
|                | Au Cap                              | Mahé Orientale          | 4 233              | 8                |
|                | Baie Lazare                         | Mahé Meridionale        | 3 608              | 12               |
|                | Baie Sainte Anne                    | Praslin                 | 4 876              | 29               |
|                | Beau Vallon                         | Mahé Settentrionale     | 4 120              | 5                |
|                | Bel Air                             | Greater Victoria        | 2 857              | 5                |
|                | Bel Ombre                           | Mahé Occidentale        | 3 708              | 9                |
|                | Cascade                             | Mahé Orientale          | 4 267              | 11               |
|                | La Rivière Anglaise o English River | Greater Victoria        | 4 196              | 2                |
|                | Glacis                              | Mahé Settentrionale     | 3 833              | 7                |
|                | Grand'Anse Mahé                     | Mahé Occidentale        | 3 106              | 16               |
|                | Grand'Anse Praslin                  | Praslin                 | 3 727              | 22               |
|                | La Digue e Isole Interne            | La Digue, Isole Interne | 3 045              | 36               |
|                | Les Mamelles                        | Greater Victoria        | 2 667              | 2                |
|                | Mont Buxton                         | Greater Victoria        | 3 089              | 1                |
|                | Mont Fleuri                         | Greater Victoria        | 3 419              | 6                |
|                | Isole Esterne                       | Isole Esterne           | 758                | 208              |
|                | Plaisance                           | Greater Victoria        | 3 781              | 3                |
|                | Pointe La Rue                       | Mahé Orientale          | 3 071              | 4                |
|                | Port Glaud                          | Mahé Occidentale        | 2 572              | 27               |
|                | Roche Caiman                        | Greater Victoria        | 3 232              | 2                |
|                | Saint Louis                         | Greater Victoria        | 3 209              | 1                |
|                | Takamaka                            | Mahé Meridionale        | 2 825              | 14               |